# 法治中国
《法治中国》（英語：Rule of Law in China）是由中共中央宣传部、中国中央电视台联合制作的六集电视纪录片，于2017年8月18日至23日晚8点在中国中央电视台综合频道播出。

## 分集
| 集数   | 名称               | 播放日期      |
| ------ | ------------------ | ------------- |
| 第一集 | 《奉法者强》       | 2017年8月18日 |
| 第二集 | 《大智立法》       | 2017年8月19日 |
| 第三集 | 《依法行政》       | 2017年8月20日 |
| 第四集 | 《公正司法（上）》 | 2017年8月21日 |
| 第五集 | 《公正司法（下）》 | 2017年8月22日 |
| 第六集 | 《全民守法》       | 2017年8月23日 |